# Frommer Lilliput
La Frommer Lilliput 4,25 mm è una delle pistole semiautomatiche più piccole mai realizzate (lunga 108 mm e pesante 326 g), seconda solo alla minuscola 2 mm Kolibri. Il suo nome evoca il luogo fantastico, appunto Lilliput, descritto da Jonathan Swift nel suo Viaggi di Gulliver.
Sviluppata dall'ungherese Rudolf Frommer (conosciuto soprattutto per la sua Frommer Stop) nel biennio 1919-1920, la produzione dell'arma fu portata avanti principalmente dalla FÉG in Ungheria e dalla Waffenfabrik August Menz di Suhl in Germania tra il 1920 e il 1927. In particolare, la Waffenfabrik August Menz introdusse nel 1925 due proprie varianti, denominate Model 1 (in calibro .25 ACP) e Beholla (in .32 ACP).
Una curiosità riguarda il fatto che usando la munizione 4,25 mm Lilliput (.162 per gli anglosassoni), l'arma è detenibile in diversi paesi (tra cui il Regno Unito) senza particolari licenze, dato che si tratta di un'arma progettata per un proiettile considerato obsoleto e non più reperibile.
La Frommer Lilliput compare in diversi romanzi pubblicati da Alistair MacLean, sebbene venga erroneamente definita Luger Lilliput.